# Snæbiørn Asgeirsen Stadfeldt
Snæbiørn Asgeyrsen Stadfeldt (29. september 1753 – 23. november 1840) var en dansk-islandsk borgmester og topografisk forfatter.
Stadfeldt blev født på gården Ós på Island som søn af præsten Ásgeir Jónsson og Hustru Kristin Guðnadatter. Efter at have gået i latinskolen i Skalholt blev han student 1775 og tog latinsk-juridisk eksamen i København 1781. Han blev 1784 herredsfoged og skriver i Sønderlyng og Middelsom Herreder, 1791 byfoged i Randers og 1804 borgmester sammesteds. 1819 tog han sin afsked fra dette embede, men var derefter birkedommer ved Gammel Estrup Birk til 1831. Han døde i Randers 1840.
Han var 1801 blevet dr. jur. i Göttingen, havde 1809 fået titel af justitsråd og var 1813 blevet medlem af Det kongelige danske Selskab for Fædrelandets Historie.
Han blev gift med Mette Christine Fischer i 1785 og gift for anden gang med med Gidsel Margrethe Bay i 1789.
Som byfoged i Randers forfattede han en Korografisk og økonomisk Beskrivelse over Randers Kjøbstad, der udkom 1804 og hører til de bedre blandt ældre topografiske skrifter.